# Берко Віктор Васильович
Віктор Васильович Берко (рум. Victor Berco; нар. 20 квітня 1979, Бєльці, Молдавська РСР) — молдовський футболіст, нападник, тренер.

## Клубна кар'єра
Вихованець ДЮСШ «Олімпія» Бєльці (тренер – Василь Ганя). З 1995 по 1998 рік виступав за «Олімпію». У 1998 році запрошений до «Зімбру», звідки перейшов до «Штурму». У чемпіонаті Австрії дебютував 8 листопада 1998 року в переможному (5:0) поєдинку проти «Грацера». За «Штурм» виступав до завершення сезону 1998/99 років, а потім повернувся до «Зімбру».
У липні 2002 року приїхав до Ярославля і підписав контракт із місцевим «Шинником», який на той час виступав у Вищій лізі. В еліті російського футболу дебютував 9 липня 2022 року в переможному (6:0) поєдинку проти махачкалинського «Анжи», де також відзначився голом. Виступав за «Шинник» протягом двох сезонів. У квітні 2004 року перейшов до «Орла» з Першого дивізіону. У вище вказаному клубі також виступав протягом двох сезонів.
У 2006 році перейшов до «Алма-Ати». Того ж року допоміг команді виграти Кубок Казахстану. У 2008 році повернувся до Росії, де продовжив виступ у Першому дивізіоні, але вже за новачка цієї ліги — «Волгу» з Ульяновська. Після завершення сезону 2008 року перебрався звідти в казахстанський «Кайсар». У 2009 році повернувся до Молдови, де виступав за «Олімпію» (Бєльце), «Зімбру» (Кишинів) і «Мілсамі» (Оргєєв), з якими виграв Кубок Молдови в 2012 році.

## Кар'єра в збірній
У футболці національної збірної Молдови дебютував 28 березня 2001 року в програному (0:2) матчі кваліфікації чемпіонату світу 2002 року проти Швеції. З 2001 по 2007 рік зіграв 16 матчів за національну команду.